# Miss Elizabeth
Elizabeth Ann Hulette (Louisville, Kentucky, 19 de noviembre de 1960-Marietta, Georgia, 1 de mayo de 2003), conocida como Miss Elizabeth, fue una mánager de lucha libre profesional estadounidense. Saltó a la fama internacional durante la década de 1980 y principios de 1990 en la empresa World Wrestling Federation (ahora WWE) por su papel como mánager y posteriormente esposa de "Macho Man" Randy Savage. A mediados de la década de 1990, Elizabeth trabajo para la empresa World Championship Wrestling donde también fungió como mánager y luchadora profesional ocasional.

## Carrera

### World Wrestling Federation

#### 1985–1987
En 1985, la WWF hizo un angle (una historia de ficción) en el que todos los mánagers en la promoción competían para ofrecer sus servicios a Randy Savage. Durante un combate, el 30 de julio de 1985, varios mánagers se encontraban en primera fila con la esperanza de que nombre a uno de ellos como su nuevo gerente. Después de la lucha, Randy Savage agradeció a los mánagers por sus consideraciones y luego le pidió a su nuevo mánager que venga al ringside. A continuación una mujer no identificada, bajó al ring, y el locutor Bruno Sammartino comentó: "Ella debe ser una especie de estrella de cine". Más tarde se reveló que su nombre era la Miss Elizabeth. El debut de Elizabeth en la WWF fue presentado en la edición del 24 de agosto de 1985, en WWF Prime Time Wrestling. A partir de ese momento, fue la mánager de Randy Savage, que pronto se aliaría con Hulk Hogan, formando el Tag Team The Mega Powers.

#### 1989-1990

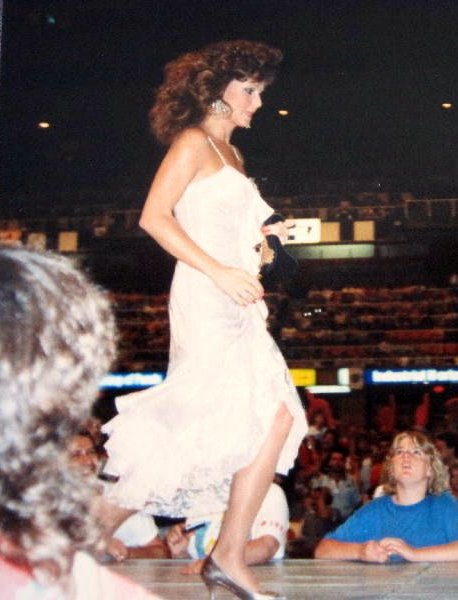
Miss Elizabeth tuvo un papel importante entre WrestleMania IV y WrestleMania V.

Sin embargo, a principios de 1989, empezó a haber fricciones entre los dos cuando Elizabeth empezó a acompañar a Hogan a sus combates como mánager, por lo que Randy Savage se puso celoso. En Royal Rumble, Hogan lo eliminó accidentalmente del Royal Rumble match y ambos empezaron a pelearse hasta que Elizabeth los separó. El 3 de febrero en The Main Event, cambió a heel al abandonar a Hogan durante un combate contra the Twin Towers. En WrestleMania V, ambos se enfrentaron en el Main Event del evento por el Campeonato de la WWF, pero fue derrotado por Hogan, terminando con su reinado de 371 días. Tras esto, Savage sustituyó a Elizabeth por Sensational Sherri como su mánager.

#### 1991-1992
A finales de 1990, Randy Savage empezó un feudo con The Ultimate Warrior al retarle a una lucha por su título en Royal Rumble, pero su desafío fue rechazado al nombrar a Sgt. Slaughter como aspirante. En el evento, atacó a Warrior antes de empezar el combate, causando su derrota. Tras esto, se pactó una lucha entre ambos en WrestleMania VII, con la condición de que el luchador que perdiera debía retirarse de la lucha libre profesional. En el evento, fue derrotado por Warrior, por lo que tuvo que retirarse de la lucha. Después de su derrota fue atacado por Queen Sherri. Este ataque fue demasiado para Miss Elizabeth, quien se encontraba entre el público, por lo que subió al ring, se peleó con Sherri y se reunió con él en lo que fue una de las imágenes más bonitas de la historia de la WWF.
A pesar de retirarse, continuó apareciendo en televisión como comentarista con el gimmick de Macho Man. Durante este período, continuó su historia de romance con Miss Elizabeth, a quien pidió matrimonio en SummerSlam. En la edición de Prime Time Wrestling antes de SummerSlam, se celebró su fiesta de despedida de soltero, durante la cual apreció el heel Jake Roberts.
En la ceremonia, Roberts y su nuevo aliado, The Undertaker irrumpieron en la boda trayendo una serpiente viva dentro de un regalo. Cuando Miss Elizabeth lo abrió, la serpiente la atacó y The Undertaker noqueó a Savage con una urna. Tras esto, su amigo Sid Justice corrió a salvarles. Debido a que no podía luchar por su retiro, empezó una campaña para que le incorporaran de nuevo como un luchador activo para enfrentarse a Roberts, pero el presidente de la WWF, Jack Tunney, lo rechazó. Mientras tanto, Roberts siguió provocándole durante sus promos. El 21 de octubre de 1991, durante un evento de WWF Superstars of Wrestling Roberts lo atacó y le enroscó una serpiente viva en su brazo.
Randy y Elizabeth se separaron el 18 de septiembre de 1992 en la vida real, haciendo Elizabeth su última aparición en la WWF el 19 de abril de 1992. Sin embargo, la historia en televisión se mantuvo intacta hasta que se emitió la última aparición de Elizabeth en junio de 1992.

### World Championship Wrestling

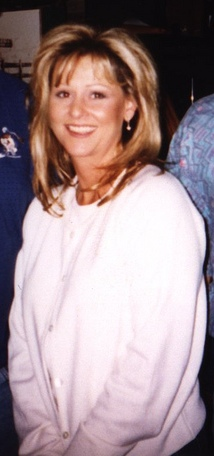
Miss Elizabeth en 1998 después de una grabación de WCW Monday Nitro.

En 1996, Elizabeth, al igual que muchas antiguas estrellas de la WWF, se pasó a la empresa rival, la WCW en la que permaneció hasta el año 2000, cuando expiró su contrato.
Después de 4 años fuera del ring, Elizabeth volvería a ser mánager de "Macho Man" Randy Savage en la WCW en 1996. También formó parte de los Four Horsemen, pero donde pasó la mayor parte de sus días en la WCW, sería como miembro de nWo, alineada una vez más con "Macho Man" y Hulk Hogan. En agosto del 2000 Elizabeth se retiró del entretenimiento deportivo. Poco después, la WWE compró la WCW en 2001.

## Vida privada
Elizabeth se casó en 1984 con Randy Savage, con el que tuvo 2 hijos, y se separaron en 1992, tras 8 años de matrimonio.
Posteriormente mantuvo una relación con el también luchador Lex Luger.

## Muerte

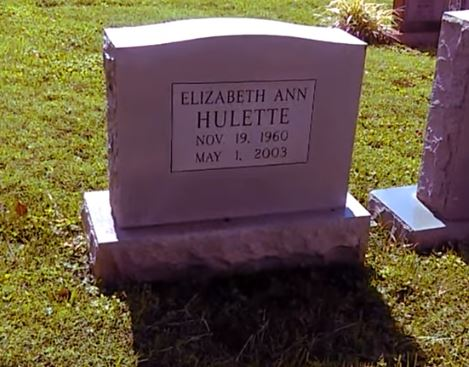
Tumba de Hulette en el Frankfort Cemetery de Frankfort, Kentucky.

El 1 de mayo de 2003, en Marietta, Georgia, Luger llamó al 911 para reportar que Hulette no respiraba. No respondió a reanimación boca a boca, y los paramédicos la llevaron a la Sala de Emergencias del hospital WellStar Kennestone, donde fue declarada muerta a la edad de 42 años. Un médico forense declaró la causa de la muerte como «toxicidad aguda», provocada por una combinación de analgésicos y vodka. Su muerte fue declarada un accidente. Hulette fue enterrada en el Frankfort Cemetery.

## Campeonatos y logros
- World Wrestling Federation
  - Slammy Award for Woman of the Year (1987)